# Kakaovník velkokvětý

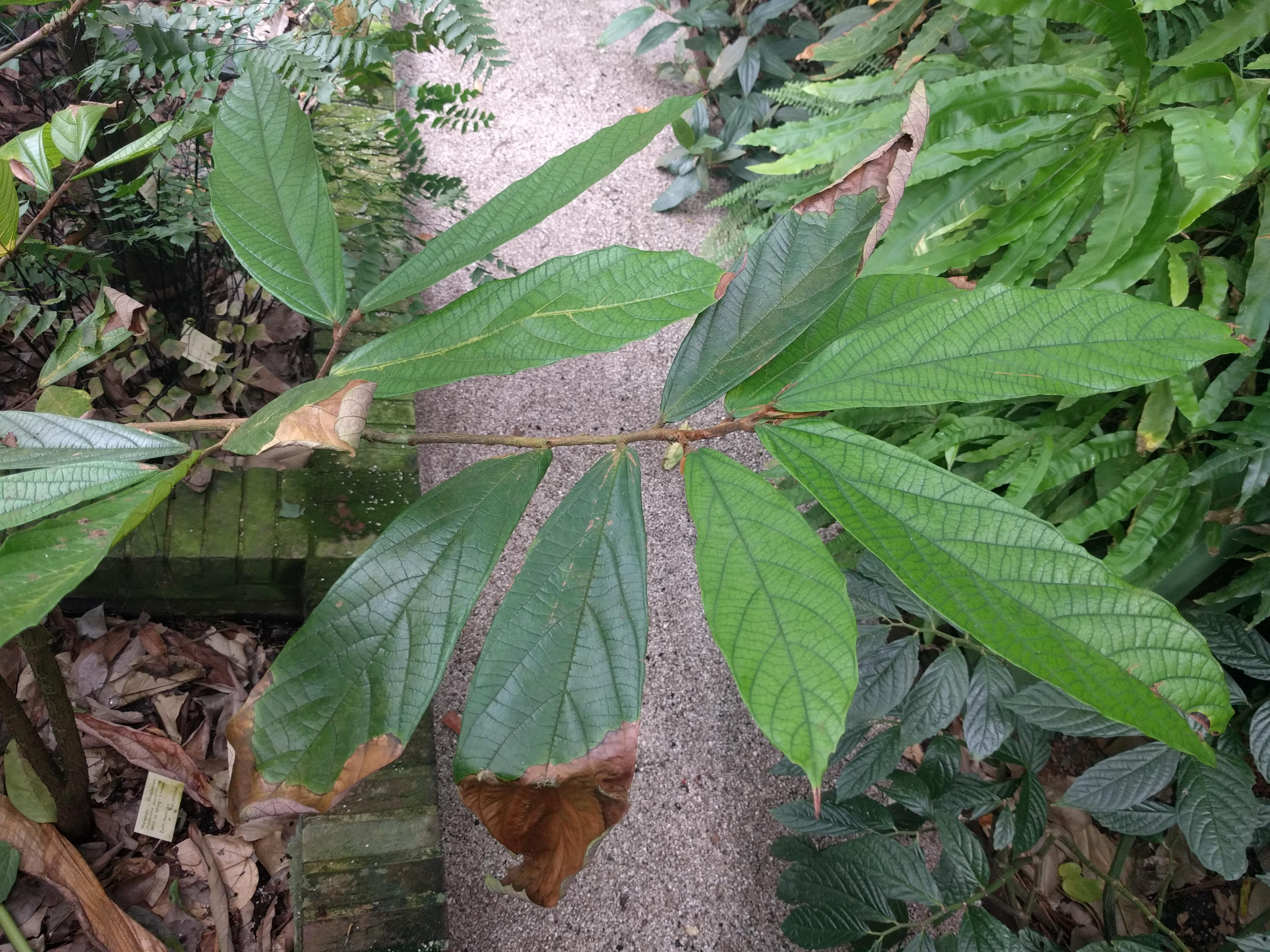
Kmen a větvička s listy

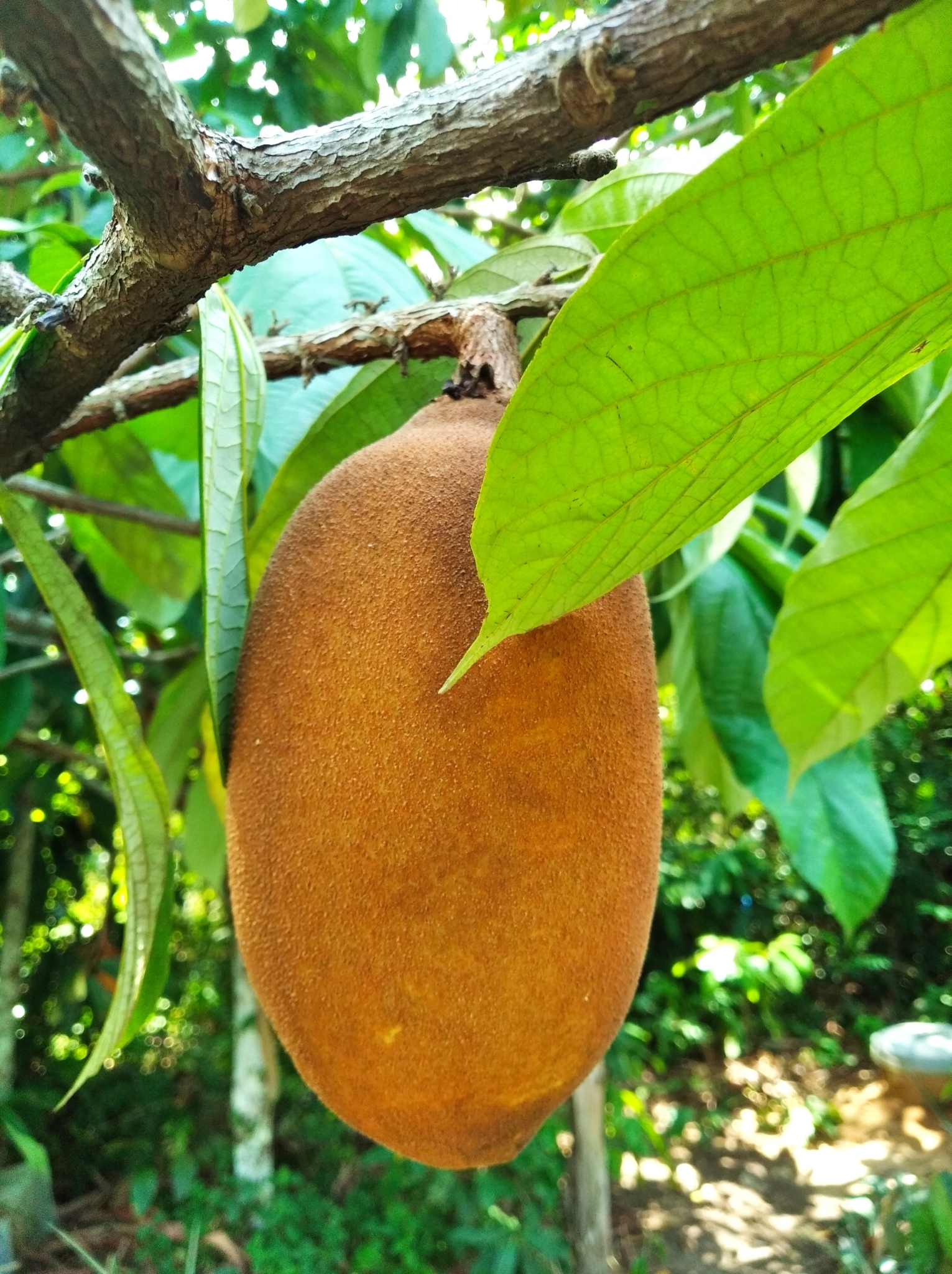
Zrající plod

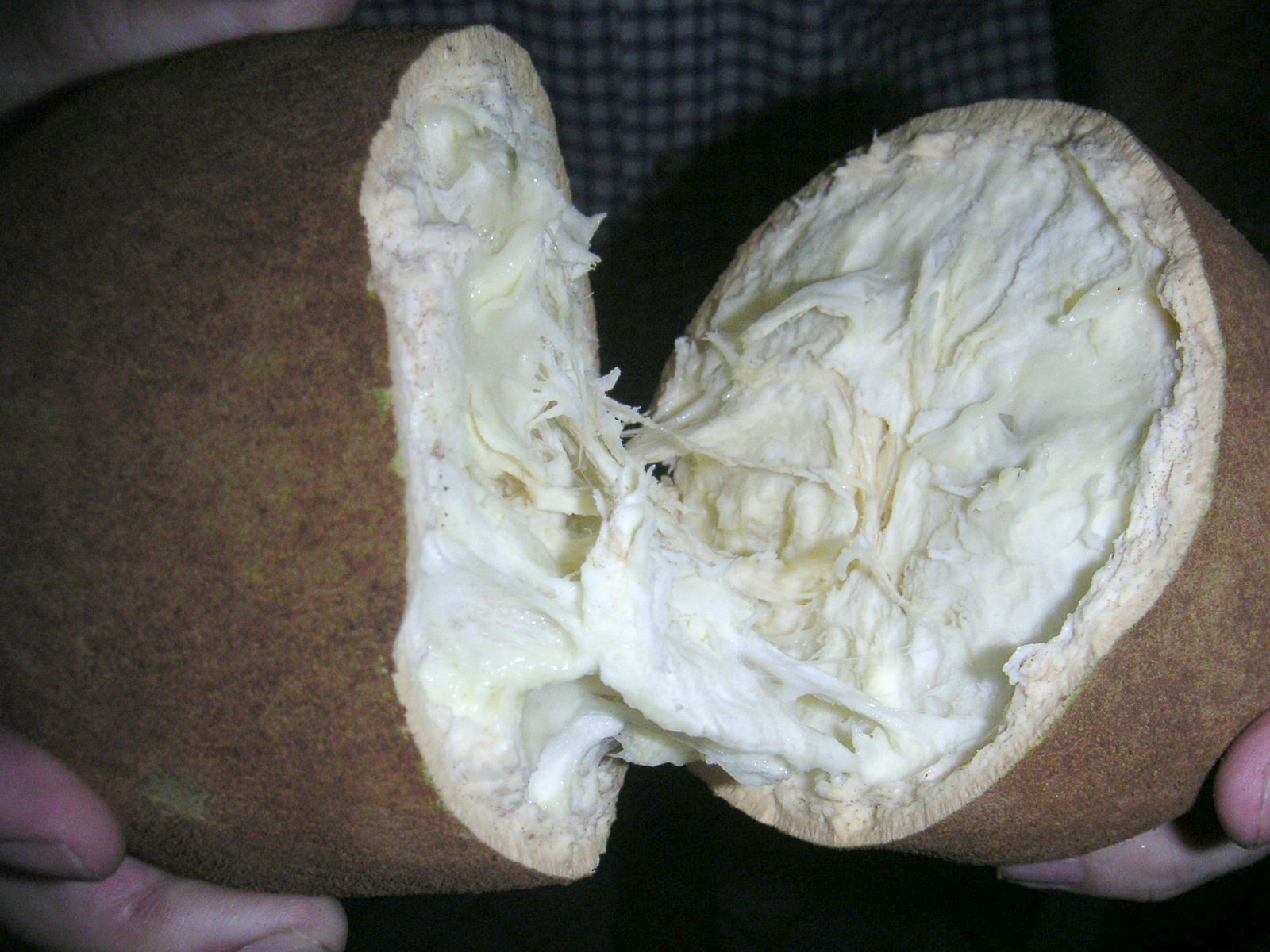
Rozpůlený plod a dužina

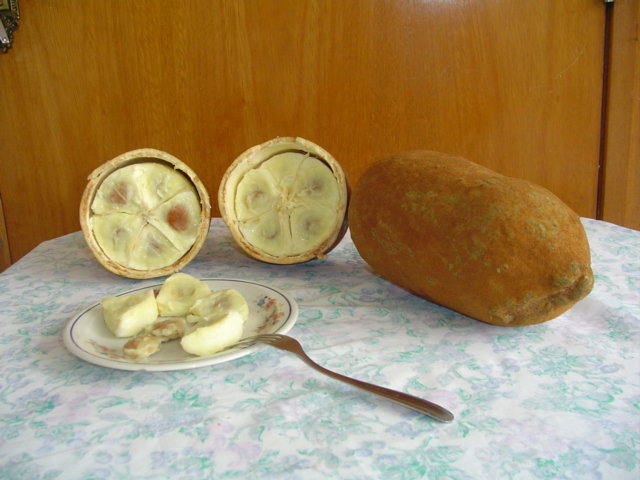
Plod se semeny

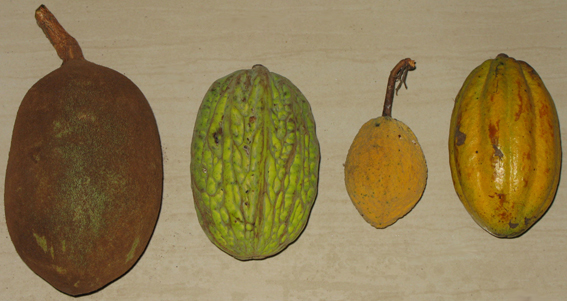
Odlišné tvary plodů

Kakaovník velkokvětý (Theobroma grandiflorum) je neopadavý strom pocházející z nížinného tropického deštného pralesa v oblastech Amazonie. Dorůstá do obvyklé výšky okolo 15 m a jeho kmen s hnědou kůrou je zakončen širokou korunou s tmavě zelenými listy. Na jeho hrubých větvích i přímo na kmeni vyrůstají eliptické plody, jež bývají velké až 20 cm, mohou vážit přes 1 kg a obsahovat pět desítek semen.
Strom je podobný svému blízkému příbuznému, hojně vysazovanému kakaovníku pravému. Plody má sice větší, ale jejich semena jsou méně vhodná pro výrobu kvalitního kakaa.

## Rozšíření
Dřevina je americký tropický druh, jemuž se nejlépe daří ve vlhkém prostředí deštného pralesa. Je původní druhem ve Střední Americe v Hondurasu a v Jižní Americe od Venezuely, Guyany, Surinamu, Kolumbie a Ekvádoru přes severní a východní Brazílii po Peru a Bolívii. Druhotně byl vysázen na některých ostrovech Karibiku i na Africkém kontinentu. V původních lesích bývá tato dřevina přirozenou součásti spodního stromového patra, neboť dobře snáší částečně zastíněné stanoviště.

## Ekologie
Kakaovník velkokvětý prosperuje v teplém tropickém podnebí okolo rovníku, kde je pro něj ideální rozsah teplot mezi 20 až 30 °C, krátkodobě snáší teplotní rozmezí od 16 po 40 °C. Nižší teploty mu nevyhovují, při podstatném poklesu zastavuje růst. Pro zdárný vývoj je dále důležitá stálá půdní vlhkost, nevhodné jsou ale trvale zaplavená místa. Rostlina na místech, která jsou bez ochrany stínu poskytovaného vyššími stromy, špatně odolává suchu a skýtá menší výnosy. Nejlépe vyhovují stanoviště s ročními srážkami od 1900 po 3000 mm, ideálně pokud jsou rozložené po dobu celého roku. Nejvhodnější se jeví půda s pH 5 až 6,5, toleruje však i místa s hodnotami pH od 4,5 do 8,5.
Stromy obvykle kvetou celoročně a stejně tak dozrávají i plody, v původním amazonském prostředí nejčastěji zrají od února do dubna, na rozhraní konce období dešťů a začátku období sucha.

## Popis
Stromy běžně dorůstá do výšky okolo 15 m, avšak dřeviny hospodářský využívané bývají zkrácené na výšku 8 až 10 m. Tento hluboko kořenící strom, s téměř přeslenovitě rozkladitými větvemi a protáhlou či pyramidální korunou, mívá kmen dlouhý jen do 2 m a hrubý nejvíce 30 cm. Jeho kůra je šedohnědá a v pozdějším věku je šupinovitě rozpraskaná.
Listy jsou jednoduché, tuhé a kožovité, vyrůstají ve spirále a mají 1 cm dlouhý řapík. Jejich vejčitá čepel je dlouhá 20 až 35 cm a široká 6 až 11 cm, u báze je zakulacená nebo srdčitá a na vrcholu špičatá, po obvodě bývá celokrajná nebo lehce vykrajovaná. Na lícní tmavší straně je čepel lysá, lesklá a pouze hlavní nervy jsou zřetelné, kdežto na světlejší rubové jsou drobné chloupky, vyniklé střední žebro a asi deset párů sekundárních žilek. Dýchací otvory jsou na spodní straně listů, během sucha se zavírají a minimalizují tak rostlině ztrátu vláhy.
Květy na krátké stopce jsou poměrně drobné; rostou samostatně nebo vytvářejí úžlabní květenství s počtem od jednoho do čtyř květů. Obvykle se objevují na kratičkých větvičkách nebo přímo na vodorovných větvích (plagiotropismus), či přímo na hlavních hrubých větvích nebo na kmeni (kauliflorie). Stopky oboupohlavných květů jsou dlouhé asi jen 1,5 mm a nesou přeslen tří drobných listenů. Tři až pět, na bázi srostlých kališních lístků má trojúhelníkovitý tvar a jsou dlouhé 1,4 a široké 0,7 mm. Korunních lístků je pět, jsou nehetnaté a lopatkovitého tvaru, mají 6 mm dlouhou bázi a stejně tak dlouhou červenou či červenofialovou ligulu. Ve středu květu je ve vnitřním kruhu pět plodných tyčinek s prašníky, které jsou u spodu spojené v trubičku, ve vnějším kruhu je pět neplodných patyčinek. Přisedlý pětipouzdrý semeník je kulovitý a je prodloužen v čnělku zakončenou pětilaločnou bliznou. 
Opylování zajišťují především vosy, mouchy, komáři, mravenci, mšice a další hmyz, částečně i vítr; květ kvete pouze jediný den. Stromy nejsou považované za samosprašné, aby se květ opylil, musí opylovač do květu přinést pyl z jiného stromu. To, že se květy mohou opylit jen pylem jiného stromu je asi příčinou, že se z pouhých 5 % rozkvetlých květů vyvine plod, není však s jistotou prokázáno, zda je to špatným opylením nebo neschopností stromu uživit větší množství velkých plodů. Existují ale zcela izolovaně rostoucí jedinci produkující plody.
Plod ve zralosti připomíná svým tvarem nafouknutou vejčitou nebo kulovitou okurku hnědé barvy. Je z botanického hlediska bobule, může být dlouhý do 24 cm, široký téměř 12 cm a největší váží až 1,5 kg. Je podélně rýhovaný, mívá 25 až 50 semen obklopených kašovitou dužinou a ve zralosti má hnědé a velice pevné oplodí, které se nerozpadne ani po pádu se stromu a na rozdíl od rozvitých květů plod příjemně a intenzivně voní. Oplodí je tvrdé, kožovité až dřevnaté a hustě plstnaté, vnitřní dužina zabírající asi třetinu prostoru plodu je krémově bílá, šťavnatá, voňavá a nejčastěji se jí syrová jako chutné ovoce. Plody ve zralosti opadnou se stromu celé, oplodí se přitom většinou nepoškodí a semena zůstanou skrytá uvnitř, při pěstování se jejich hrubé stopky odřezávají noži upevněnými na dlouhých tyčích. Je snahou neporanit na stromě místo, ze kterého plod vyrůstal, obvykle v jeho nejbližším okolí vyrostou příští rok nové květy. Semena jsou tvrdokorá, světle hnědá, o málo větší než mandle a jsou uložená vedle sebe v pěti podélných řadách.

## Rozšiřování
Kakaovník velkokvětý se rozšiřuje semeny, která mají pouze krátkou životnost, nejvýše do tří měsíců, a někdy klíčí ještě uzavřená v plodu. U plodů spadlých z neobhospodařovaných stromů mohou semena vyklíčit jen tehdy, pokud hlodavci vykoušou v plodu díru, vyžerou dužinu a semena roznesou po okolí. Tvrdé oplodí se přirozeně rozpadá až za tři a více měsíců a tehdy již nebývají semena obvykle životaschopná.
Čerstvá semena se vysazují na polostinném stanovišti do jednotlivých nádob, kde vyklíčí za deset až dvacet dnů. Semenáče se ve věku šesti měsíců mohou sázet na trvalé stanoviště ve sponu 7 × 7 m či 8 × 8 m, kde prvé čtyři roky bude nutné asi 70 % zastínění, pak se přejde na stínění asi 50 %. Protože trvale požadují stín, často se sází pod koruny vzrůstnějších stromů. Pokud jde o vodu, rozhodující je stálá vlhkost, ale nemají rády dlouhodobě podmáčené kořeny, takže dobrá drenáž stanoviště je nutností. Mají-li stromy dostatečně plodit, vyžadují každoroční intenzivní hnojení. Další součástí péče je prořezávání, které pomáhá lépe využívat přicházející světlo a reguluje, aby rostliny neplýtvaly energií na tvorbu mnoha květů. Od výsadby do první sklizně obvykle uběhne tři až pět let, přičemž produktivita stromů dosahuje vrcholu kolem deseti let věku a dobrý výnos mohou poskytovat po celá desetiletí.
Nejzávažnější chorobou je napadení houbou Moniliophthora perniciosa alias Crinipellis perniciosa, která postihuje nové větve, poupata i rostoucí ovoce. Napadené větve bobtnají a vyráží z nich velké množství slabých výhonků podobných koštěti, které pak usychají. Nemocný strom neodumře, ale postupně slábne.

## Význam
Dužina plodů je podobná kakaovníku pravému, používá se syrová nebo zmražená k výrobě zmrzlin, nektarů, dezertů, smoothie, marmelád. Je velmi chutná, má kysele sladkou chuť a zaujímá asi třetinu obsahu plodu, většina se jí zkonzumuje v místech sklizně.
Semena jsou podobná semenům kakaovníku pravého a obsahují kolem 50 % tuku, 15 % škrobu, 15 % bílkovin a stimulující alkaloidy, především kofein a theobromin. Tuk vylisovaný ze semen se nazývá kakaové máslo, které má ale nízký bod tání a stává se tekutým již při 30 °C, takže se při výrobě čokolády nepoužívá. Kakaové máslo je svým složením triglycerid s vyváženým složením nasycených a nenasycených mastných kyselin, obsahuje kyselinu palmitovou, olejovou a stearovou. Obsahuje také fytosteroly a užívá se hojně v kosmetice, dobře se vsakuje do pokožky, působí jako změkčovadlo, lokálně se používá k léčbě dermatitidy a stimulaci procesu hojení. Pražená semena se využívají také k jídlu a slouží jako náhražka semen kakaovníku pravého při výrobě některých čokoládových produktů. Plodů se neurodí velké množství, příliš se s nimi neobchoduje a převážně se zkonzumují v místech sklizně.
Dřevo stromů je rovné, středně těžké, nebývá však dlouhé a ve venkovním prostředí má jen průměrnou trvanlivost, není proto příliš žádané. Příležitostně se z něj zhotovuje nábytek, vnitřní zařízení budov nebo slouží k topení. Podle IUCN je kakaovník velkokvětý považován za taxon málo dotčený (LC).